# Giancarlo Schiaffini
Giancarlo Schiaffini (Rome, 1942) is een Italiaanse jazztrombonist en -componist van de modern creativejazz en de nieuwe muziek.

## Biografie
Schiaffini studeerde natuurkunde (universitair diploma). Als autodidact speelde hij voor het eerst in de Gruppo Romano Free Jazz van Mario Schiano. In 1970 studeerde hij bij de zomercursussen van Darmstadt bij Karlheinz Stockhausen, György Ligeti en Vinko Globokar en richtte hij de experimentele kamermuziekgroep Nuove Forme Sonore op, maar ook in 1975 de Gruppo Romano di Ottoni, wiens repertoire hedendaagse muziek was evenals renaissance-muziek. Hij studeerde ook elektronische muziek bij Franco Evangelisti en trad (tot 1983) op met de band Nuova Consonanza op het gebied van nieuwe improvisatiemuziek. Hij speelde ook solo-composities van Luciano Berio en Giacinto Scelsi en werkte nauw samen met Luigi Nono.
Hij werd bekend in het jazzcircuit tijdens de jaren 1980 en 1990 voor zijn deelname aan de bands van Claudio Fasoli (Hinterland, 1979) en de Italiaanse versie van het ICP Orchestra van Misha Mengelberg. Zijn duetten met jazz-zangeres Tiziana Ghiglioni (Well Actually, 1987) veroorzaakten ook een sensatie. Sinds zijn oprichting is hij lid van het Italiaanse Instabile Orchestra en is hij betrokken geweest bij de productie van de albums Skies of Europe, uitgebracht bij ECM Records in 1994 en het Enja Records-album Litania Sibilanti. Hij speelde ook in de bands van Gianluigi Trovesi (Roccellana, 1985), Umberto Petrin (Tangle, 1992), Dino Betti van der Noot en nam deel aan de bigbandproductie Masks (1990/91) van Giorgio Gaslini. In 1991 speelde hij opnieuw met Mario Schiano op diens album Uncaged. Bovendien heeft Schiaffini samengewerkt met vele internationale en Italiaanse muzikanten, zoals Cecil Taylor, Tristan Honsinger, Giacomo Aula, Lucilla Galeazzi en Massimo Urbani. 
Schiaffini, die werkt als muziekleraar aan een conservatorium, heeft een handboek geschreven over hedendaagse instrumentale technieken op de trombone. In 2000 was hij Composer in Residence op het International Composers & Improvisers Forum in München.

## Discografie
- 1967-1970: Mario Schiano: Gruppo Romano Free Jazz 1966/67 - Schiano Trio 1969/70 (Splasc(h))
- 1994: Italien Instabile Orchestra: Skies of Europe (ECM Records)
- 1996: Italien Instabile Orchestra: Litania Sibilante (Enja Records)
- 2015: Post Deconstruction Redux met Peter Fraize, Jesse Meman, Steve Zerlin, Vattel Cherry, Leland Nakamura
- 2018: Schiaffini|Prati|Gemmo|Armaroli: Luc Ferrari Exercises d'Improvisation (Dodicilune)